# Горенє Блато
Горенє Блато (словен. Gorenje Blato) — поселення в общині Шкофліца, Осреднєсловенський регіон, Словенія. 
Висота над рівнем моря: 314,9 м.